# Scarus scaber
Scarus scaber là một loài cá biển thuộc chi Scarus trong họ Cá mó. Loài này được mô tả lần đầu tiên vào năm 1840.

## Từ nguyên
Tính từ định danh của loài trong tiếng Latinh có nghĩa là "lởm chởm; nhám; thô", hàm ý đề cập đến việc loài này giống với S. capitaneus (= Chlorurus enneacanthus) về hình dạng nhưng lại có vảy lớn hơn.

## Phạm vi phân bố và môi trường sống
Từ Biển Đỏ và bờ biển phía nam bán đảo Ả Rập, S. scaber được ghi nhận trải dài dọc theo bờ biển Đông Phi đến Nam Phi, bao gồm Madagascar và hầu hết các đảo quốc thuộc Ấn Độ Dương, cũng như bờ biển phía nam Ấn Độ, và từ biển Andaman trải dài xuống phía bắc đảo Sumatra (Indonesia) và quần đảo Cocos (Keeling).
Môi trường sống của S. scaber là các rạn san hô viền bờ ở độ sâu đến ít nhất là 20 m.

## Mô tả
S. scaber có chiều dài cơ thể tối đa được biết đến là 37 cm. Vây đuôi cụt hoặc hơi lõm ở cá cái, lõm sâu hơn tạo thành hình lưỡi liềm ở cá đực trưởng thành. Không có răng nanh ở phía sau phiến răng của hai hàm.
Cá cái có các vạch màu vàng và xám sẫm xen kẽ trên lưng; phần thân còn lại có màu xám nhạt đến trắng. Một vệt sọc xám ở bên mõm, kéo dài băng qua mắt đến rìa nắp mang. Đầu phớt vàng ở nửa dưới. Cá đực có một vùng màu tím xám ở một phần thân trước và đầu trên (từ mắt trở lên đỉnh đầu). Phần thân còn lại có màu xanh lục, vảy có các vạch màu hồng da cam. Mõm có một dải màu xanh lam lan rộng xuống cằm và dưới mắt, kéo dài thành vệt sọc ra sau nắp mang. Môi trên có vệt sọc hồng. Cằm có màu hồng cam với một vệt sọc xanh thứ hai và nhiều đốm xanh lốm đốm ở bên dưới.
Số gai ở vây lưng: 9; Số tia vây ở vây lưng: 10; Số gai ở vây hậu môn: 3; Số tia vây ở vây hậu môn: 9; Số tia vây ở vây ngực: 13–14.
S. scaber là một loài chị em với Scarus oviceps. Cả hai loài đều có cùng khu vực phân bố ở quần đảo Cocos (Keeling).

## Sinh thái học
Thức ăn của S. scaber chủ yếu là tảo. Chúng kiếm ăn bằng cách dùng những phiến răng cạo lấy lớp tảo bám trên san hô. Loài này có thể sống đơn độc, nhưng cá cái hợp thường hợp thành những nhóm nhỏ.
Loài này được đánh bắt để làm thực phẩm.